# Styliceps sericata
Styliceps é um gênero monotípico de cerambicídeo da tribo Eburiini (Cerambycinae); com distribuição do México ao Brasil.

## Espécie
- Styliceps sericata (Pascoe, 1859)